# Tournoi masculin de rugby à sept aux Jeux olympiques d'été de 2024
Cet article traite de l'épreuve masculine. Pour la compétition féminine, voir Tournoi féminin de rugby à sept aux Jeux olympiques d'été de 2024.
Navigation
Tokyo 2020 Los Angeles 2028
Le tournoi masculin de rugby à sept des Jeux olympiques d'été de 2024 se déroule du 24 juillet 2024 au 27 juillet 2024 au Stade de France. C'est le troisième tournoi olympique de rugby à sept.
L'équipe de France remporte le tournoi en battant les doubles champions olympiques, les Fidji, 28 à 7 en finale.

## Présentation

### Calendrier
| - P : matchs de poule - C : matchs de classement - ¼ : quarts de finale - ½ : demi-finales - f : match pour la médaille de bronze - F : finale - A : Session d'après-midi - S : Session en soirée |

| Date (juillet) → | 24 | 24 | 25 | 25 | 25 | 26 | 27 | 27 | 27 | 27 | 27 |
| Date (juillet) → | A  | S  | A  | S  | S  |    | A  | A  | S  | S  | S  |
| ---------------- | -- | -- | -- | -- | -- | -- | -- | -- | -- | -- | -- |
|                  | P  | P  | P  | C  | ¼  |    | C  | ½  | C  | f  | F  |

## Acteurs du tournoi

### Qualifications
| Compétition                                 | Date                          | Lieu              | Places | Qualifiés        |
| ------------------------------------------- | ----------------------------- | ----------------- | ------ | ---------------- |
| Pays organisateur                           | Pays organisateur             | Pays organisateur | 1      | France           |
| Série mondiale 2022-2023                    | 4 novembre 2022 - 21 mai 2023 | Multiple          | 4      | Nouvelle-Zélande |
| Série mondiale 2022-2023                    | 4 novembre 2022 - 21 mai 2023 | Multiple          | 4      | Argentine        |
| Série mondiale 2022-2023                    | 4 novembre 2022 - 21 mai 2023 | Multiple          | 4      | Fidji            |
| Série mondiale 2022-2023                    | 4 novembre 2022 - 21 mai 2023 | Multiple          | 4      | Australie        |
| Tournoi de qualification sud-américain 2023 | 17-18 juin 2023               | Montevideo        | 1      | Uruguay          |
| Jeux européens de 2023                      | 25-27 juin 2023               | Cracovie          | 1      | Irlande          |
| Championnat d'Amérique du Nord 2023         | 19-20 août 2023               | Langford          | 1      | États-Unis       |
| Championnat d'Afrique 2023                  | 16-17 septembre 2023          | Harare            | 1      | Kenya            |
| Championnat d'Océanie 2023                  | 10-12 novembre 2023           | Brisbane          | 1      | Samoa            |
| Tournoi de qualification asiatique 2023     | 18-19 novembre 2023           | Osaka             | 1      | Japon            |
| Tournoi de repêchage 2024                   | 21-23 juin 2024               | Monaco            | 1      | Afrique du Sud   |
| Total                                       |                               |                   | 12     |                  |

### Effectifs
Le tournoi n'impose aucune restriction d'âge. Chaque équipe est composée de douze joueurs principaux, ainsi que de deux réservistes qui peuvent remplacer un joueur blessé en cas de besoin.

### Arbitres
Le 8 mai 2024, World Rugby a sélectionné douze arbitres pour le tournoi masculin provenant de l'ensemble des associations continentales.
Quatre d'entre-eux ont également officié lors des précédents tournois masculin et féminin des Jeux de Tokyo en 2021. Il s'agit du Portugais Paulo Duarte, de l'Uruguayen Francisco González, du Fidjien Tevita Rokovereni et de l'Australien Jordan Way.
- Ben Breakspear
- Paulo Duarte
- Morné Ferreira (en)
- Gianluca Gnecchi (en)
- Francisco González
- Nick Hogan
- AJ Jacobs (en)
- Reuben Keane (en)
- Adam Leal
- Tevita Rokovereni
- Jérémy Rozier
- Jordan Way (en)

## Compétition

### Format
Douze équipes sont qualifiées et réparties en trois poules de quatre. Les deux premiers de chaque poule ainsi que les deux meilleurs troisièmes sont qualifiés en quart de finale. Les équipes s'affrontent sur une seule rencontre et la compétition prévoit des matchs de classement.

### Premier tour
Légende
- qualifié pour les quarts de finale.
- possiblement qualifié pour les quarts de finale, en tant que meilleur troisième.

#### Groupe A
| Rang | Pays             | J | V | N | D | Pm | Pe  | Diff | Pts |
| ---- | ---------------- | - | - | - | - | -- | --- | ---- | --- |
| 1    | Nouvelle-Zélande | 3 | 3 | 0 | 0 | 71 | 29  | +42  | 9   |
| 2    | Irlande          | 3 | 2 | 0 | 1 | 62 | 24  | +38  | 7   |
| 3    | Afrique du Sud   | 3 | 1 | 0 | 2 | 59 | 32  | +27  | 5   |
| 4    | Japon            | 3 | 0 | 0 | 3 | 22 | 129 | -107 | 3   |

| 24 juillet 17 h 30 (UTC+02:00) | Irlande                                           | 10 - 5 (5 - 0) | Afrique du Sud                                                      | Stade de France, Saint-Denis Arbitre : Gianluca Gnecchi (en) |
| 24 juillet 17 h 30 (UTC+02:00) | Essai(s) : 2 Conroy (en) (7e), Kennedy (en) (12e) | Rapport        | Essai(s) : 1 S.Davids (14e) Carton(s) jaune(s) : 1 Oosthuizen (11e) | Stade de France, Saint-Denis Arbitre : Gianluca Gnecchi (en) |
| 24 juillet 17 h 30 (UTC+02:00) |                                                   | Rapport        |                                                                     | Stade de France, Saint-Denis Arbitre : Gianluca Gnecchi (en) |

| 24 juillet 21 h (UTC+02:00) | Irlande | 40 - 5 (14 - 0) | Japon                     | Stade de France, Saint-Denis Arbitre : Morné Ferreira (en) |
| 24 juillet 21 h (UTC+02:00) | Essai(s) : 6 Kennedy (en) (1re), Mullins (en) (8e, 15e), McNulty (en) (8e), Comerford (en) (10e), Ward (en) (14e) Transformation(s) : 5 Lennox (en) (2e, 7e, 9e), Roche (en) (12e, 14e) | Rapport         | Essai(s) : 1 Tsuoka (17e) | Stade de France, Saint-Denis Arbitre : Morné Ferreira (en) |
| 24 juillet 21 h (UTC+02:00) | | Rapport         |                           | Stade de France, Saint-Denis Arbitre : Morné Ferreira (en) |

| 24 juillet 21 h 30 (UTC+02:00) | Nouvelle-Zélande                                                                                      | 17 - 5 (10 - 5) | Afrique du Sud             | Stade de France, Saint-Denis Arbitre : Reuben Keane (en) |
| 24 juillet 21 h 30 (UTC+02:00) | Essai(s) : 3 Leo (en) (1re, 11e), McGarvey-Black (en) (7e) Transformation(s) : 1 Rokolisoa (en) (12e) | Rapport         | Essai(s) : 1 S.Davids (4e) | Stade de France, Saint-Denis Arbitre : Reuben Keane (en) |
| 24 juillet 21 h 30 (UTC+02:00) | | Rapport         |                            | Stade de France, Saint-Denis Arbitre : Reuben Keane (en) |

| 25 juillet 16 h (UTC+02:00) | Afrique du Sud | 49 - 5 (35 - 0) | Japon                   | Stade de France, Saint-Denis Arbitre : Nick Hogan |
| 25 juillet 16 h (UTC+02:00) | Essai(s) : 7 Z.Davids (1re), Visser (3e), van Wyk (4e, 14e), Oosthuizen (6e, 7e), Speckman (11e) Transformation(s) : 7 Leyds (2e, 3e, 4e, 6e, 8e), Brown (12e, 14e) | Rapport         | Essai(s) : 1 Ueda (10e) | Stade de France, Saint-Denis Arbitre : Nick Hogan |
| 25 juillet 16 h (UTC+02:00) | | Rapport         |                         | Stade de France, Saint-Denis Arbitre : Nick Hogan |

#### Groupe B
| Rang | Pays      | J | V | N | D | Pm | Pe | Diff | Pts |
| ---- | --------- | - | - | - | - | -- | -- | ---- | --- |
| 1    | Australie | 3 | 3 | 0 | 0 | 64 | 35 | +29  | 9   |
| 2    | Argentine | 3 | 2 | 0 | 1 | 73 | 46 | +27  | 7   |
| 3    | Samoa     | 3 | 1 | 0 | 2 | 52 | 49 | +3   | 5   |
| 4    | Kenya     | 3 | 0 | 0 | 3 | 19 | 78 | -59  | 3   |

| 24 juillet 15 h 30 (UTC+02:00) | Australie                                                                                            | 21 - 14 (7 - 7) | Samoa                                                                                          | Stade de France, Saint-Denis Arbitre : Jérémy Rozier |
| 24 juillet 15 h 30 (UTC+02:00) | Essai(s) : 3 Hutchison (8e, 14e), Lawson (en) (11e) Transformation(s) : 3 Roache (en) (8e, 11e, 14e) | Rapport         | Essai(s) : 2 Opetai (3e), Falaniko (15e) Transformation(s) : 2 Scanlan (en) (3e), Maiava (16e) | Stade de France, Saint-Denis Arbitre : Jérémy Rozier |
| 24 juillet 15 h 30 (UTC+02:00) | | Rapport         |                                                                                                | Stade de France, Saint-Denis Arbitre : Jérémy Rozier |

| 24 juillet 16 h (UTC+02:00) | Argentine | 31 - 12 (5 - 7) | Kenya                                                                  | Stade de France, Saint-Denis Arbitre : AJ Jacobs (en) |
| 24 juillet 16 h (UTC+02:00) | Essai(s) : 5 Fraga (en) (7e, 8e), Elizalde (10e), Gonzalez (en) (14e), Moneta (15e) Transformation(s) : 3 Fraga (8e), Pellandini (12e), Mare (en) (14e) | Rapport         | Essai(s) : 2 Ojwang (4e), Wekesa (9e) Transformation(s) : 1 Mboya (5e) | Stade de France, Saint-Denis Arbitre : AJ Jacobs (en) |
| 24 juillet 16 h (UTC+02:00) | | Rapport         |                                                                        | Stade de France, Saint-Denis Arbitre : AJ Jacobs (en) |

| 24 juillet 19 h (UTC+02:00) | Australie | 21 - 7 (14 - 7) | Kenya                                                    | Stade de France, Saint-Denis Arbitre : Paulo Duarte |
| 24 juillet 19 h (UTC+02:00) | Essai(s) : 3 Turner (en) (1re), Lawson (en) (5e), Toole (en) (13e) Transformation(s) : 3 Roache (en) (1re, 7e, 14e) | Rapport         | Essai(s) : 1 Mboya (3e) Transformation(s) : 1 Mboya (4e) | Stade de France, Saint-Denis Arbitre : Paulo Duarte |
| 24 juillet 19 h (UTC+02:00) | | Rapport         |                                                          | Stade de France, Saint-Denis Arbitre : Paulo Duarte |

| 24 juillet 19 h 30 (UTC+02:00) | Argentine | 28 - 12 (21 - 0) | Samoa                                                                          | Stade de France, Saint-Denis Arbitre : Francisco González |
| 24 juillet 19 h 30 (UTC+02:00) | Essai(s) : 4 Osadczuk (en) (2e, 9e), Graziano (5e), Pellandini (7e) Transformation(s) : 4 Pellandini (2e, 6e, 7e, 10e) | Rapport          | Essai(s) : 2 Maliko (11e), Leitufia (14e) Transformation(s) : 1 Leitufia (11e) | Stade de France, Saint-Denis Arbitre : Francisco González |
| 24 juillet 19 h 30 (UTC+02:00) | | Rapport          |                                                                                | Stade de France, Saint-Denis Arbitre : Francisco González |

| 25 juillet 14 h (UTC+02:00) | Samoa | 26 - 0 (5 - 0) | Kenya                                           | Stade de France, Saint-Denis Arbitre : Reuben Keane (en) |
| 25 juillet 14 h (UTC+02:00) | Essai(s) : 4 Opetai (3e, Scanlan (8e), Maliko (14e), Onosai (16e) Transformation(s) : 3 Falaniko (9e), Tom Maiava (14e), Leitufia (17e) | Rapport        | Carton(s) jaune(s) : 2 Wekesa (7e), Mboya (12e) | Stade de France, Saint-Denis Arbitre : Reuben Keane (en) |
| 25 juillet 14 h (UTC+02:00) | | Rapport        |                                                 | Stade de France, Saint-Denis Arbitre : Reuben Keane (en) |

| 25 juillet 14 h 30 (UTC+02:00) | Argentine | 14 - 22 (7 - 10) | Australie | Stade de France, Saint-Denis Arbitre : Adam Leal |
| 25 juillet 14 h 30 (UTC+02:00) | Essai(s) : 2 Schulz (en) (2e), Osadczuk (en) (11e) Transformation(s) : 2 Pellandini (2e, 11e) Carton(s) jaune(s) : 1 González (en) (6e) | Rapport          | Essai(s) : 4 Hutchison (7e), Dowling (en) (8e), Roache (en) (9e), Malouf (en) (13e) Transformation(s) : 1 Roache (13e) | Stade de France, Saint-Denis Arbitre : Adam Leal |
| 25 juillet 14 h 30 (UTC+02:00) | | Rapport          | | Stade de France, Saint-Denis Arbitre : Adam Leal |

#### Groupe C
| Rang | Pays       | J | V | N | D | Pm | Pe | Diff | Pts |
| ---- | ---------- | - | - | - | - | -- | -- | ---- | --- |
| 1    | Fidji      | 3 | 3 | 0 | 0 | 97 | 36 | +61  | 9   |
| 2    | France     | 3 | 1 | 1 | 1 | 43 | 43 | 0    | 6   |
| 3    | États-Unis | 3 | 1 | 1 | 1 | 57 | 67 | -10  | 6   |
| 4    | Uruguay    | 3 | 0 | 0 | 3 | 41 | 92 | -51  | 3   |

| 24 juillet 16 h 30 (UTC+02:00) | France                                                                    | 12 - 12 (5 - 7) | États-Unis                                                                                | Stade de France, Saint-Denis Arbitre : Adam Leal |
| 24 juillet 16 h 30 (UTC+02:00) | Essai(s) : 2 Sepho (4e), Rebbadj (8e) Transformation(s) : 1 Barraque (8e) | Rapport         | Essai(s) : 2 Lacamp (en) (7e), Tupuola (en) (12e) Transformation(s) : 1 Tomasin (en) (7e) | Stade de France, Saint-Denis Arbitre : Adam Leal |
| 24 juillet 16 h 30 (UTC+02:00) |                                                                           | Rapport         |                                                                                           | Stade de France, Saint-Denis Arbitre : Adam Leal |

| 24 juillet 17 h (UTC+02:00) | Fidji | 40 - 12 (19 - 7) | Uruguay                                                                             | Stade de France, Saint-Denis Arbitre : Ben Breakspear |
| 24 juillet 17 h (UTC+02:00) | Essai(s) : 6 Nasova (2e, 7e), Loganimasi (en) (5e), Nacuqu (en) (8e), Teba (en) (11e), Ravutaumada (15e) Transformation(s) : 5 Nacuqu (6e, 7e, 8e), Teba (12e), Tamani (en) (15e) | Rapport          | Essai(s) : 2 González (4e), Basso (en) (10e) Transformation(s) : 1 Lijtenstein (4e) | Stade de France, Saint-Denis Arbitre : Ben Breakspear |
| 24 juillet 17 h (UTC+02:00) | | Rapport          |                                                                                     | Stade de France, Saint-Denis Arbitre : Ben Breakspear |

| 24 juillet 20 h (UTC+02:00) | France | 19 - 12 (5 - 7) | Uruguay                                                                           | Stade de France, Saint-Denis Arbitre : Nick Hogan |
| 24 juillet 20 h (UTC+02:00) | Essai(s) : 3 Zeghdar (3e), Dupont (9e), Joseph (12e) Transformation(s) : 2 Barraque (9e, 12e) Carton(s) jaune(s) : Timo (14e) | Rapport         | Essai(s) : 2 Facciolo (8e), González (10e) Transformation(s) : 1 Lijtenstein (8e) | Stade de France, Saint-Denis Arbitre : Nick Hogan |
| 24 juillet 20 h (UTC+02:00) | | Rapport         |                                                                                   | Stade de France, Saint-Denis Arbitre : Nick Hogan |

| 24 juillet 20 h 30 (UTC+02:00) | Fidji | 38 - 12 (33 - 5) | États-Unis                                                               | Stade de France, Saint-Denis Arbitre : Jordan Way (en) |
| 24 juillet 20 h 30 (UTC+02:00) | Essai(s) : 6 Teba (en) (2e), Rasaku (4e), Ravutaumada (5e), Raisuqe (7e), Masi (8e), Nacuqu (en) (10e Transformation(s) : 4 Teba (3e, 5e, 7e, 9e) | Rapport          | Essai(s) : 2 Bizer (1re), Baker (11e) Transformation(s) : 1 Hugues (12e) | Stade de France, Saint-Denis Arbitre : Jordan Way (en) |
| 24 juillet 20 h 30 (UTC+02:00) | | Rapport          |                                                                          | Stade de France, Saint-Denis Arbitre : Jordan Way (en) |

| 25 juillet 15 h (UTC+02:00) | États-Unis | 33 - 17 (14 - 12) | Uruguay | Stade de France, Saint-Denis Arbitre : Jérémy Rozier |
| 25 juillet 15 h (UTC+02:00) | Essai(s) : 5 Baker (1re, 8e, 11e, 14e), Lacamp (en) (8e) Transformation(s) : 4 Tomasin (en) (1re, 8e, 9e, 11e) | Rapport           | Essai(s) : 3 Amaya (3e, 13e), Basso (en) (5e) Transformation(s) : 1 Lijtenstein (6e) Carton(s) jaune(s) : 1 Ardao (12e) | Stade de France, Saint-Denis Arbitre : Jérémy Rozier |
| 25 juillet 15 h (UTC+02:00) | | Rapport           | | Stade de France, Saint-Denis Arbitre : Jérémy Rozier |

| 25 juillet 15 h 30 (UTC+02:00) | Fidji | 19 - 12 (5 - 5) | France                                                                       | Stade de France, Saint-Denis Arbitre : AJ Jacobs (en) |
| 25 juillet 15 h 30 (UTC+02:00) | Essai(s) : 3 Tuwai (6e), Rasaku (9e), Nasova (13e) Transformation(s) : 2 Teba (en) (10e), Tamani (en) (14e) | Rapport         | Essai(s) : 2 Grandidier (4e), Timo (15e) Transformation(s) : 1 Rebbadj (16e) | Stade de France, Saint-Denis Arbitre : AJ Jacobs (en) |
| 25 juillet 15 h 30 (UTC+02:00) | | Rapport         |                                                                              | Stade de France, Saint-Denis Arbitre : AJ Jacobs (en) |

#### Bilan des équipes troisièmes de leur groupe
| Rang | Pays           | J | V | N | D | Pm | Pe | Diff | Pts |
| ---- | -------------- | - | - | - | - | -- | -- | ---- | --- |
| 1    | États-Unis     | 3 | 1 | 1 | 1 | 57 | 67 | -10  | 6   |
| 2    | Afrique du Sud | 3 | 1 | 0 | 2 | 59 | 32 | +27  | 5   |
| 3    | Samoa          | 3 | 1 | 0 | 2 | 52 | 49 | +3   | 5   |

### Phase finale

#### Tableau
|  | Quarts de finale           | Quarts de finale        | Quarts de finale        | Quarts de finale        |                |                | Demi-finales               | Demi-finales               | Demi-finales                  | Demi-finales                  |                               |                               | Finale                     | Finale                     | Finale                     | Finale                     |
|  |                            |                         |                         |                         |                |                |                            |                            |                               |                               |                               |                               |                            |                            |                            |                            |
|  | 25 juillet à 21 h UTC+2    | 25 juillet à 21 h UTC+2 | 25 juillet à 21 h UTC+2 | 25 juillet à 21 h UTC+2 |                |                | 27 juillet à 15 h 30 UTC+2 | 27 juillet à 15 h 30 UTC+2 | 27 juillet à 15 h 30 UTC+2    | 27 juillet à 15 h 30 UTC+2    |                               |                               | 27 juillet à 19 h 45 UTC+2 | 27 juillet à 19 h 45 UTC+2 | 27 juillet à 19 h 45 UTC+2 | 27 juillet à 19 h 45 UTC+2 |
|  | 25 juillet à 21 h UTC+2    | 25 juillet à 21 h UTC+2 | 25 juillet à 21 h UTC+2 | 25 juillet à 21 h UTC+2 |                |                | 27 juillet à 15 h 30 UTC+2 | 27 juillet à 15 h 30 UTC+2 | 27 juillet à 15 h 30 UTC+2    | 27 juillet à 15 h 30 UTC+2    |                               |                               | 27 juillet à 19 h 45 UTC+2 | 27 juillet à 19 h 45 UTC+2 | 27 juillet à 19 h 45 UTC+2 | 27 juillet à 19 h 45 UTC+2 |
|  | Nouvelle-Zélande           | Nouvelle-Zélande        | 7                       | 7                       |                |                | 27 juillet à 15 h 30 UTC+2 | 27 juillet à 15 h 30 UTC+2 | 27 juillet à 15 h 30 UTC+2    | 27 juillet à 15 h 30 UTC+2    |                               |                               | 27 juillet à 19 h 45 UTC+2 | 27 juillet à 19 h 45 UTC+2 | 27 juillet à 19 h 45 UTC+2 | 27 juillet à 19 h 45 UTC+2 |
|  | Nouvelle-Zélande           | Nouvelle-Zélande        | 7                       | 7                       |                |                | 27 juillet à 15 h 30 UTC+2 | 27 juillet à 15 h 30 UTC+2 | 27 juillet à 15 h 30 UTC+2    | 27 juillet à 15 h 30 UTC+2    |                               |                               | 27 juillet à 19 h 45 UTC+2 | 27 juillet à 19 h 45 UTC+2 | 27 juillet à 19 h 45 UTC+2 | 27 juillet à 19 h 45 UTC+2 |
|  | Afrique du Sud             | Afrique du Sud          | 14                      | 14                      |                |                | 27 juillet à 15 h 30 UTC+2 | 27 juillet à 15 h 30 UTC+2 | 27 juillet à 15 h 30 UTC+2    | 27 juillet à 15 h 30 UTC+2    |                               |                               | 27 juillet à 19 h 45 UTC+2 | 27 juillet à 19 h 45 UTC+2 | 27 juillet à 19 h 45 UTC+2 | 27 juillet à 19 h 45 UTC+2 |
|  | Afrique du Sud             | Afrique du Sud          | 14                      | 14                      | Afrique du Sud | Afrique du Sud | 5                          | 5                          |                               |                               |                               |                               | 27 juillet à 19 h 45 UTC+2 | 27 juillet à 19 h 45 UTC+2 | 27 juillet à 19 h 45 UTC+2 | 27 juillet à 19 h 45 UTC+2 |
|  | 25 juillet à 21 h 30 UTC+2 |                         |                         |                         | Afrique du Sud | Afrique du Sud | 5                          | 5                          |                               |                               |                               |                               | 27 juillet à 19 h 45 UTC+2 | 27 juillet à 19 h 45 UTC+2 | 27 juillet à 19 h 45 UTC+2 | 27 juillet à 19 h 45 UTC+2 |
|  |                            |                         | France                  | France                  | 19             | 19             |                            |                            |                               |                               |                               |                               | 27 juillet à 19 h 45 UTC+2 | 27 juillet à 19 h 45 UTC+2 | 27 juillet à 19 h 45 UTC+2 | 27 juillet à 19 h 45 UTC+2 |
|  | Argentine                  | Argentine               | France                  | France                  | 19             | 19             | 14                         | 14                         |                               |                               |                               |                               | 27 juillet à 19 h 45 UTC+2 | 27 juillet à 19 h 45 UTC+2 | 27 juillet à 19 h 45 UTC+2 | 27 juillet à 19 h 45 UTC+2 |
|  | Argentine                  | Argentine               | 27 juillet à 16 h UTC+2 |                         |                |                | 14                         | 14                         |                               |                               |                               |                               | 27 juillet à 19 h 45 UTC+2 | 27 juillet à 19 h 45 UTC+2 | 27 juillet à 19 h 45 UTC+2 | 27 juillet à 19 h 45 UTC+2 |
|  | France                     | France                  | 26                      | 26                      |                |                |                            |                            |                               |                               |                               |                               | 27 juillet à 19 h 45 UTC+2 | 27 juillet à 19 h 45 UTC+2 | 27 juillet à 19 h 45 UTC+2 | 27 juillet à 19 h 45 UTC+2 |
|  | France                     | France                  | 26                      | 26                      | France         | France         | 28                         | 28                         |                               |                               |                               |                               |                            |                            |                            |                            |
|  | 25 juillet à 22 h UTC+2    |                         |                         |                         | France         | France         | 28                         | 28                         |                               |                               |                               |                               |                            |                            |                            |                            |
|  |                            |                         | Fidji                   | Fidji                   | 7              | 7              |                            |                            |                               |                               |                               |                               |                            |                            |                            |                            |
|  | Fidji                      | Fidji                   | Fidji                   | Fidji                   | 7              | 7              | 19                         | 19                         |                               |                               |                               |                               |                            |                            |                            |                            |
|  | Fidji                      | Fidji                   |                         |                         |                |                |                            |                            |                               |                               |                               |                               |                            |                            |                            |                            |
|  | Irlande                    | Irlande                 | 15                      | 15                      |                |                |                            |                            |                               |                               |                               |                               |                            |                            |                            |                            |
|  | Irlande                    | Irlande                 | 15                      | 15                      | Fidji          | Fidji          | 31                         | 31                         | Match pour la troisième place | Match pour la troisième place | Match pour la troisième place | Match pour la troisième place |                            |                            |                            |                            |
|  | 25 juillet à 22 h 30 UTC+2 |                         |                         |                         | Fidji          | Fidji          | 31                         | 31                         | Match pour la troisième place | Match pour la troisième place | Match pour la troisième place | Match pour la troisième place |                            |                            |                            |                            |
|  |                            |                         | Australie               | Australie               | 7              | 7              |                            |                            | 27 juillet à 19 h UTC+2       | 27 juillet à 19 h UTC+2       | 27 juillet à 19 h UTC+2       | 27 juillet à 19 h UTC+2       |                            |                            |                            |                            |
|  | Australie                  | Australie               | Australie               | Australie               | 7              | 7              | 18                         | 18                         | 27 juillet à 19 h UTC+2       | 27 juillet à 19 h UTC+2       | 27 juillet à 19 h UTC+2       | 27 juillet à 19 h UTC+2       |                            |                            |                            |                            |
|  | Australie                  | Australie               |                         |                         |                |                |                            | 18                         |                               |                               | Afrique du Sud                | Afrique du Sud                | 26                         | 26                         |                            |                            |
|  | États-Unis                 | États-Unis              | 0                       | 0                       |                |                |                            |                            |                               |                               | Afrique du Sud                | Afrique du Sud                | 26                         | 26                         |                            |                            |
|  | États-Unis                 | États-Unis              | 0                       | 0                       | Australie      | Australie      | 19                         | 19                         |                               |                               |                               |                               |                            |                            |                            |                            |
|  |                            |                         |                         |                         |                |                |                            |                            |                               |                               |                               |                               |                            |                            |                            |                            |

#### Quarts de finale
| 25 juillet 21 h 30 (UTC+02:00) | Argentine                                                                                    | 14 - 26 (0 - 21) | France | Stade de France, Saint-Denis Arbitre : Jordan Way (en) |
| 25 juillet 21 h 30 (UTC+02:00) | Essai(s) : 2 Isgró (9e), Moneta (12e) Transformation(s) : 2 Mare (en) (9e), Pellandini (12e) | Rapport          | Essai(s) : 4 Timo (4e), Grandidier (5e, 7e), Dupont (15e) Transformation(s) : 3 Rebbadj (4e, 6e, 8e) Carton(s) jaune(s) : 1 Sepho (11e) | Stade de France, Saint-Denis Arbitre : Jordan Way (en) |
| 25 juillet 21 h 30 (UTC+02:00) |                                                                                              | Rapport          | | Stade de France, Saint-Denis Arbitre : Jordan Way (en) |

| 25 juillet 22 h (UTC+02:00) | Fidji | 19 - 15 (7 - 10) | Irlande                                            | Stade de France, Saint-Denis Arbitre : Nick Hogan |
| 25 juillet 22 h (UTC+02:00) | Essai(s) : 3 Masi (1re), Nasova (12e), Nacuqu (en) (12e) Transformation(s) : 2 Teba (en) (2e), Tamani (en) (13e) | Rapport          | Essai(s) : 3 Mullins (en) (5e, 7e), Ward (en) (9e) | Stade de France, Saint-Denis Arbitre : Nick Hogan |
| 25 juillet 22 h (UTC+02:00) | | Rapport          |                                                    | Stade de France, Saint-Denis Arbitre : Nick Hogan |

| 25 juillet 22 h 30 (UTC+02:00) | Australie                                                                                              | 18 - 0 (10 - 0) | États-Unis | Stade de France, Saint-Denis Arbitre : Jérémy Rozier |
| 25 juillet 22 h 30 (UTC+02:00) | Essai(s) : 3 Turner (en) (5e), Toole (en) (8e), Longbottom (en) (15e) Pénalité(s) : 1 Longbottom (14e) | Rapport         |            | Stade de France, Saint-Denis Arbitre : Jérémy Rozier |
| 25 juillet 22 h 30 (UTC+02:00) | | Rapport         |            | Stade de France, Saint-Denis Arbitre : Jérémy Rozier |

#### Demi-finales
| 27 juillet 15 h 30 (UTC+02:00) | Afrique du Sud           | 5 - 19 (0 - 0) | France                                                                                | Stade de France, Saint-Denis Arbitre : Reuben Keane (en) |
| 27 juillet 15 h 30 (UTC+02:00) | Essai(s) : 1 Leyds (10e) | Rapport        | Essai(s) : 3 Rebbadj (11e, 14e), Sepho (15e) Transformation(s) : 2 Rebbadj (12e, 14e) | Stade de France, Saint-Denis Arbitre : Reuben Keane (en) |
| 27 juillet 15 h 30 (UTC+02:00) |                          | Rapport        |                                                                                       | Stade de France, Saint-Denis Arbitre : Reuben Keane (en) |

| 27 juillet 16 h (UTC+02:00) | Fidji | 31 - 7 (7 - 7) | Australie                                                            | Stade de France, Saint-Denis Arbitre : AJ Jacobs (en) |
| 27 juillet 16 h (UTC+02:00) | Essai(s) : 4 Nasova (8e), Masi (8e), Rasaku (11e), Ravutaumada (15e) Transformation(s) : 4 Teba (en) (8e, 9e), Nacuqu (en) (11e, 15e) Pénalité(s) : 1 Tamani (en) (14e) | Rapport        | Essai(s) : 1 Dowling (en) (6e) Transformation(s) : 1 Roache (en) (6e | Stade de France, Saint-Denis Arbitre : AJ Jacobs (en) |
| 27 juillet 16 h (UTC+02:00) | | Rapport        |                                                                      | Stade de France, Saint-Denis Arbitre : AJ Jacobs (en) |

#### Match pour la médaille de bronze
| 27 juillet 19 h (UTC+02:00) | Afrique du Sud | 26 - 19 (5 - 7) | Australie | Stade de France, Saint-Denis Arbitre : Jérémy Rozier |
| 27 juillet 19 h (UTC+02:00) | Essai(s) : 4 S.Davids (6e), Z.Davids (9e, 10e), Williams (en) (14e) Transformation(s) : 3 Leyds (9e, 10e), Soyizwapi (en) (14e+1) | Rapport         | Essai(s) : 3 Lawson (en) (4e), Toole (en) (11e), Paterson (en) (13e) Transformation(s) : 2 Roache (en) (4e, 12e) Carton(s) rouge(s) : 1 Malouf (en) (9e) | Stade de France, Saint-Denis Arbitre : Jérémy Rozier |
| 27 juillet 19 h (UTC+02:00) | | Rapport         | | Stade de France, Saint-Denis Arbitre : Jérémy Rozier |

#### Finale
| 27 juillet 19 h 45 (UTC+02:00) | France | 28 - 7 (7 - 7) | Fidji                                                                | Stade de France, Saint-Denis Arbitre : Jordan Way (en) |
| 27 juillet 19 h 45 (UTC+02:00) | Essai(s) : 4 Joseph (5e), Grandidier (8e), Dupont (13e, 15e) Transformation(s) : 4 Rebbadj (6e), Riva (8e, 13e), Barraque (15e) | Rapport        | Essai(s) : 1 Talacolo (en) (2e) Transformation(s) : 1 Teba (en) (2e) | Stade de France, Saint-Denis Arbitre : Jordan Way (en) |
| 27 juillet 19 h 45 (UTC+02:00) | | Rapport        |                                                                      | Stade de France, Saint-Denis Arbitre : Jordan Way (en) |

### Matchs de classement

#### Cinquième place
|  | Matchs de classement 5-8   | Matchs de classement 5-8   | Matchs de classement 5-8   | Matchs de classement 5-8   |                        |                  | Match pour la 5e place     | Match pour la 5e place     | Match pour la 5e place     | Match pour la 5e place     |
|  |                            |                            |                            |                            |                        |                  |                            |                            |                            |                            |
|  | 27 juillet à 14 h 30 UTC+2 | 27 juillet à 14 h 30 UTC+2 | 27 juillet à 14 h 30 UTC+2 | 27 juillet à 14 h 30 UTC+2 |                        |                  | 27 juillet à 18 h 30 UTC+2 | 27 juillet à 18 h 30 UTC+2 | 27 juillet à 18 h 30 UTC+2 | 27 juillet à 18 h 30 UTC+2 |
|  | Nouvelle-Zélande           | Nouvelle-Zélande           | 17ap                       | 17ap                       |                        |                  | 27 juillet à 18 h 30 UTC+2 | 27 juillet à 18 h 30 UTC+2 | 27 juillet à 18 h 30 UTC+2 | 27 juillet à 18 h 30 UTC+2 |
|  | Nouvelle-Zélande           | Nouvelle-Zélande           | 17ap                       | 17ap                       |                        |                  | 27 juillet à 18 h 30 UTC+2 | 27 juillet à 18 h 30 UTC+2 | 27 juillet à 18 h 30 UTC+2 | 27 juillet à 18 h 30 UTC+2 |
|  | Argentine                  | Argentine                  | 12                         | 12                         |                        |                  | 27 juillet à 18 h 30 UTC+2 | 27 juillet à 18 h 30 UTC+2 | 27 juillet à 18 h 30 UTC+2 | 27 juillet à 18 h 30 UTC+2 |
|  | Argentine                  | Argentine                  | 12                         | 12                         | Nouvelle-Zélande       | Nouvelle-Zélande | 17                         | 17                         |                            |                            |
|  | 27 juillet à 15 h UTC+2    |                            |                            |                            | Nouvelle-Zélande       | Nouvelle-Zélande | 17                         | 17                         |                            |                            |
|  |                            |                            | Irlande                    | Irlande                    | 7                      | 7                |                            |                            |                            |                            |
|  | Irlande                    | Irlande                    | Irlande                    | Irlande                    | 7                      | 7                | 17                         | 17                         |                            |                            |
|  | Irlande                    | Irlande                    |                            |                            |                        |                  |                            | 17                         |                            |                            |
|  | États-Unis                 | États-Unis                 | 14                         | 14                         |                        |                  |                            |                            |                            |                            |
|  | États-Unis                 | États-Unis                 | 14                         | 14                         | Match pour la 7e place |                  |                            |                            |                            |                            |
|  |                            |                            |                            |                            |                        |                  |                            |                            |                            |                            |
|  | 27 juillet à 18 h UTC+2    |                            |                            |                            |                        |                  |                            |                            |                            |                            |
|  | Argentine                  | Argentine                  | 19                         | 19                         |                        |                  |                            |                            |                            |                            |
|  | Argentine                  | Argentine                  | 19                         | 19                         |                        |                  |                            |                            |                            |                            |
|  | États-Unis                 | États-Unis                 | 0                          | 0                          |                        |                  |                            |                            |                            |                            |
|  | États-Unis                 | États-Unis                 | 0                          | 0                          |                        |                  |                            |                            |                            |                            |

Demi-finales
| 27 juillet 15 h (UTC+02:00) | Irlande                                                                                                | 17 - 14 (7 - 7) | États-Unis                                                                           | Stade de France, Saint-Denis Arbitre : Francisco González |
| 27 juillet 15 h (UTC+02:00) | Essai(s) : 3 Lennox (en) (1re), Ward (en) (13e), Kennedy (en) (14e) Transformation(s) : 1 Lennox (1re) | Rapport         | Essai(s) : 2 Cummings (6e), Baker (10e) Transformation(s) : 2 Tomasin (en) (7e, 11e) | Stade de France, Saint-Denis Arbitre : Francisco González |
| 27 juillet 15 h (UTC+02:00) | | Rapport         |                                                                                      | Stade de France, Saint-Denis Arbitre : Francisco González |

Match pour la 7e place
| 27 juillet 18 h (UTC+02:00) | Argentine                                                                                 | 19 - 0 (7 - 0) | États-Unis                        | Stade de France, Saint-Denis Arbitre : Nick Hogan |
| 27 juillet 18 h (UTC+02:00) | Essai(s) : 3 Osadczuk (en) (7e, 9e), Isgró (13e) Transformation(s) : 2 Wade (en) (8e, 9e) | Rapport        | Carton(s) jaune(s) : 1 Baker (6e) | Stade de France, Saint-Denis Arbitre : Nick Hogan |
| 27 juillet 18 h (UTC+02:00) |                                                                                           | Rapport        |                                   | Stade de France, Saint-Denis Arbitre : Nick Hogan |

Match pour la 5e place

#### Neuvième place
|  | Matchs de classement 9-12  | Matchs de classement 9-12 | Matchs de classement 9-12 | Matchs de classement 9-12 |                         |       | Match pour la 9e place  | Match pour la 9e place  | Match pour la 9e place  | Match pour la 9e place  |
|  |                            |                           |                           |                           |                         |       |                         |                         |                         |                         |
|  | 25 juillet à 20 h UTC+2    | 25 juillet à 20 h UTC+2   | 25 juillet à 20 h UTC+2   | 25 juillet à 20 h UTC+2   |                         |       | 27 juillet à 17 h UTC+2 | 27 juillet à 17 h UTC+2 | 27 juillet à 17 h UTC+2 | 27 juillet à 17 h UTC+2 |
|  | Samoa                      | Samoa                     | 42                        | 42                        |                         |       | 27 juillet à 17 h UTC+2 | 27 juillet à 17 h UTC+2 | 27 juillet à 17 h UTC+2 | 27 juillet à 17 h UTC+2 |
|  | Samoa                      | Samoa                     | 42                        | 42                        |                         |       | 27 juillet à 17 h UTC+2 | 27 juillet à 17 h UTC+2 | 27 juillet à 17 h UTC+2 | 27 juillet à 17 h UTC+2 |
|  | Japon                      | Japon                     | 7                         | 7                         |                         |       | 27 juillet à 17 h UTC+2 | 27 juillet à 17 h UTC+2 | 27 juillet à 17 h UTC+2 | 27 juillet à 17 h UTC+2 |
|  | Japon                      | Japon                     | 7                         | 7                         | Samoa                   | Samoa | 5                       | 5                       |                         |                         |
|  | 25 juillet à 20 h 30 UTC+2 |                           |                           |                           | Samoa                   | Samoa | 5                       | 5                       |                         |                         |
|  |                            |                           | Kenya                     | Kenya                     | 10                      | 10    |                         |                         |                         |                         |
|  | Uruguay                    | Uruguay                   | Kenya                     | Kenya                     | 10                      | 10    | 14 ap                   | 14 ap                   |                         |                         |
|  | Uruguay                    | Uruguay                   |                           |                           |                         |       |                         | 14 ap                   |                         |                         |
|  | Kenya                      | Kenya                     | 19                        | 19                        |                         |       |                         |                         |                         |                         |
|  | Kenya                      | Kenya                     | 19                        | 19                        | Match pour la 11e place |       |                         |                         |                         |                         |
|  |                            |                           |                           |                           |                         |       |                         |                         |                         |                         |
|  | 27 juillet à 16 h 30 UTC+2 |                           |                           |                           |                         |       |                         |                         |                         |                         |
|  | Japon                      | Japon                     | 10                        | 10                        |                         |       |                         |                         |                         |                         |
|  | Japon                      | Japon                     | 10                        | 10                        |                         |       |                         |                         |                         |                         |
|  | Uruguay                    | Uruguay                   | 21                        | 21                        |                         |       |                         |                         |                         |                         |
|  | Uruguay                    | Uruguay                   | 21                        | 21                        |                         |       |                         |                         |                         |                         |

Demi-finales
| 25 juillet 20 h (UTC+02:00) | Samoa | 42 - 7 (14 - 7) | Japon                                                         | Stade de France, Saint-Denis Arbitre : Gianluca Gnecchi (en) |
| 25 juillet 20 h (UTC+02:00) | Essai(s) : 6 Scanlan (en) (1re, 3e), Maliko (9e), Leitufia (10e), Maiava (12e), Lalomilo (en) (14e) Transformation(s) : 6 Leitufia (2e, 4e), Scanlan (en) (9e, 11e), Maiava (12e), Maliko (14e+1) | Rapport         | Essai(s) : 1 Noguchi (8e) Transformation(s) : 1 Taninaka (9e) | Stade de France, Saint-Denis Arbitre : Gianluca Gnecchi (en) |
| 25 juillet 20 h (UTC+02:00) | | Rapport         |                                                               | Stade de France, Saint-Denis Arbitre : Gianluca Gnecchi (en) |

| 25 juillet 20 h 30 (UTC+02:00) | Uruguay | 14 - 19 (7 - 0) (14 - 14) | Kenya | Stade de France, Saint-Denis Arbitre : Paulo Duarte |
| 25 juillet 20 h 30 (UTC+02:00) | Essai(s) : 2 Tafernaberry (en) (1re), Amaya (14e+2) Transformation(s) : 2 Tafernaberry (1re), Lijtenstein (14e+2) | Rapport                   | Essai(s) : 3 Okoth (en) (10e), Asati (12e), Odongo (18e) Transformation(s) : 2 Mboya (11e, 12e) Carton(s) jaune(s) : 1 Okoth (14e+1) | Stade de France, Saint-Denis Arbitre : Paulo Duarte |
| 25 juillet 20 h 30 (UTC+02:00) | | Rapport                   | | Stade de France, Saint-Denis Arbitre : Paulo Duarte |

Match pour la 11e place
| 27 juillet 16 h 30 (UTC+02:00) | Japon                                                                      | 10 - 21 (5 - 21) | Uruguay | Stade de France, Saint-Denis Arbitre : Morné Ferreira (en) |
| 27 juillet 16 h 30 (UTC+02:00) | Essai(s) : 2 Ishida (6e), Tsuaoka (11e) Carton(s) jaune(s) : 1 Kerevi (7e) | Rapport          | Essai(s) : 3 González (1re, 3e), Viñals (es) (2e) Transformation(s) : 3 Tafernaberry (en) (1re, 2e, 4e) Carton(s) jaune(s) : 1 Ardao (es) (9e) | Stade de France, Saint-Denis Arbitre : Morné Ferreira (en) |
| 27 juillet 16 h 30 (UTC+02:00) |                                                                            | Rapport          | | Stade de France, Saint-Denis Arbitre : Morné Ferreira (en) |

Match pour la 9e place
| 27 juillet 17 h (UTC+02:00) | Samoa                     | 5 - 10 (0 - 5) | Kenya                            | Stade de France, Saint-Denis Arbitre : Tevita Rokovereni |
| 27 juillet 17 h (UTC+02:00) | Essai(s) : 1 Opetai (11e) | Rapport        | Essai(s) : 2 Okoth (en) (3e, 8e) | Stade de France, Saint-Denis Arbitre : Tevita Rokovereni |
| 27 juillet 17 h (UTC+02:00) |                           | Rapport        |                                  | Stade de France, Saint-Denis Arbitre : Tevita Rokovereni |

## Bilan

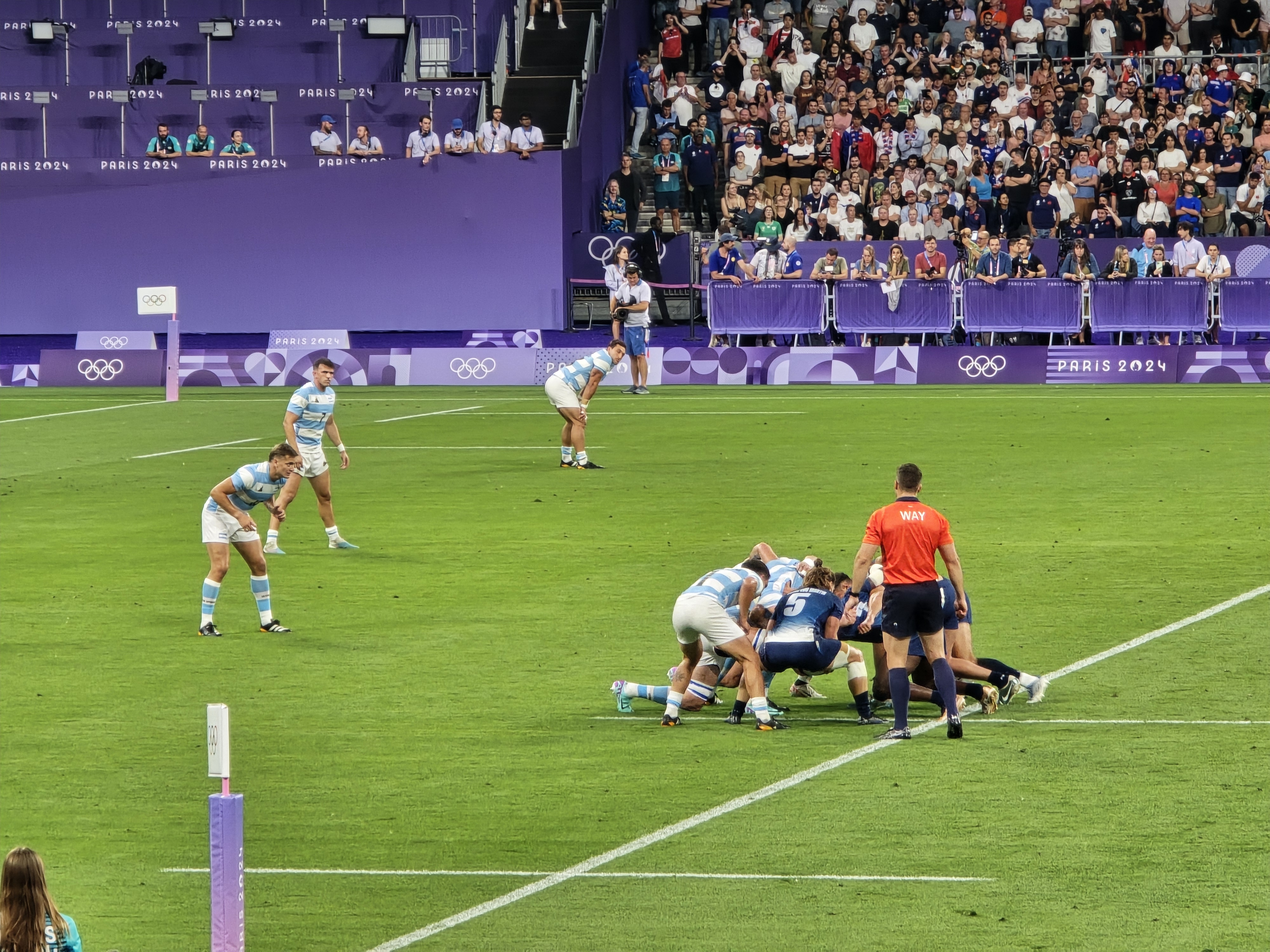
Mêlée lors du match opposant la France à l'Argentine en quart de finale.

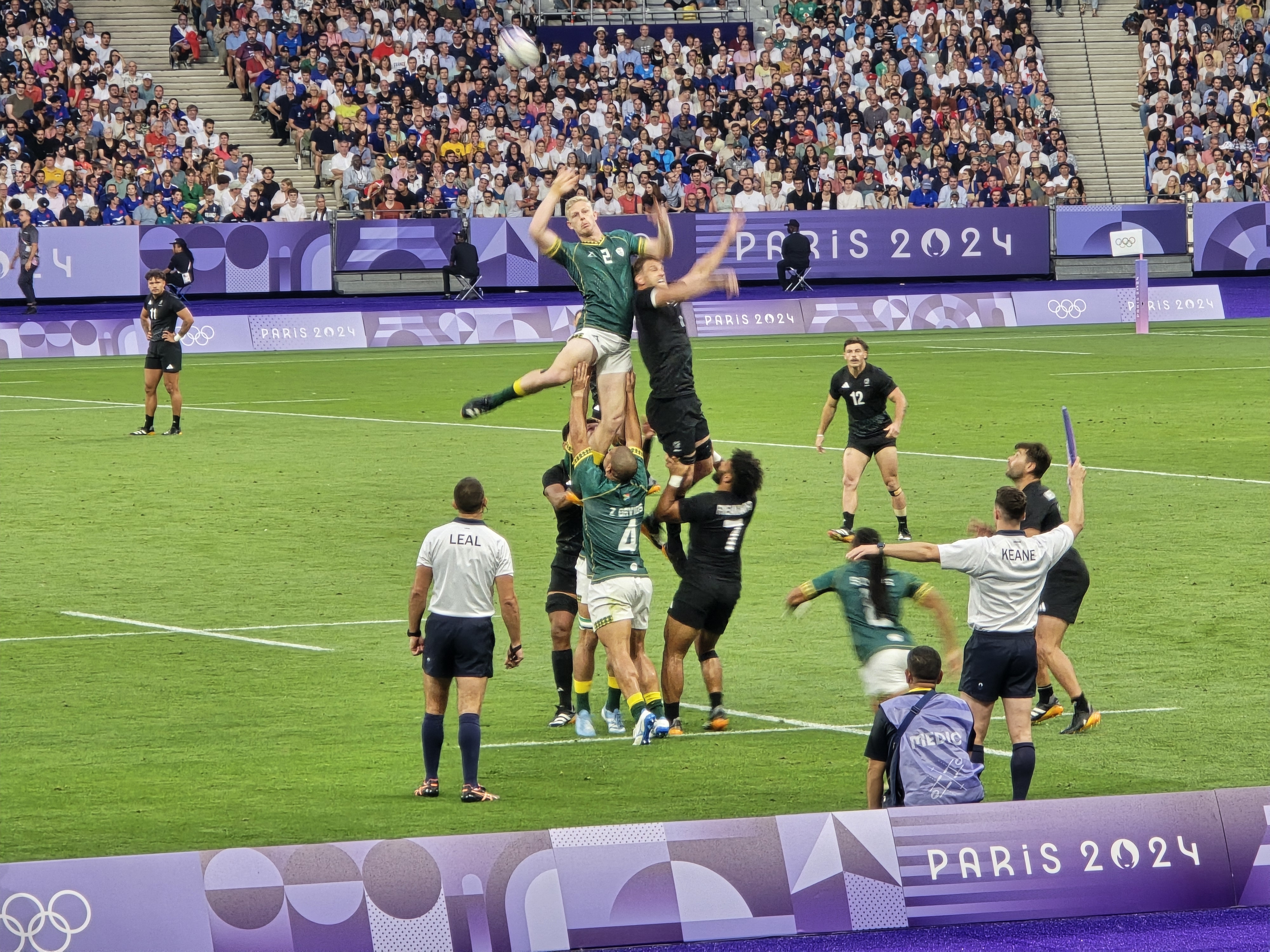
Touche lors du match opposant la Nouvelle-Zélande à l'Afrique du Sud en quart de finale.

### Médaillés
| Épreuves         | Or | Argent | Bronze |
| ---------------- | --- | --- | --- |
| Tournoi masculin | France- Jean-Pascal Barraque - Antoine Dupont - Théo Forner - Aaron Grandidier - Jefferson-Lee Joseph - Stephen Parez - Varian Pasquet - Rayan Rebbadj - Paulin Riva - Jordan Sepho - Andy Timo - Antoine Zeghdar - Nelson Épée | Fidji- Ponepati Loganimasi (en) - Iosefo Masi - Jeremaia Matana - Sevuloni Mocenacagi (en) - Waisea Nacuqu (en) - Josaia Raisuqe - Kaminieli Rasaku - Selestino Ravutaumada - Joseva Talacolo - Iowane Teba (en) - Terio Tamani (en) - Jerry Tuwai | Afrique du Sud- Selvyn Davids - Zain Davids - Christie Grobbelaar - Tristan Leyds - Quewin Nortje - Ryan Oosthuizen - Tiaan Pretorius - Siviwe Soyizwapi (en) - Roscko Speckman - Shilton van Wyk - Impi Visser - Shaun Williams (en) |

### Classement final
| Rang | Équipe           |
| ---- | ---------------- |
| 1    | France           |
| 2    | Fidji            |
| 3    | Afrique du Sud   |
| 4    | Australie        |
| 5    | Nouvelle-Zélande |
| 6    | Irlande          |
| 7    | Argentine        |
| 8    | États-Unis       |
| 9    | Kenya            |
| 10   | Samoa            |
| 11   | Uruguay          |
| 12   | Japon            |